# 加州月桂
加州月桂（学名：Umbellularia californica），又名傘桂，是屬於樟科加州月桂屬的一種大喬木。其种加词“californica”意为“美国加利福尼亚的”。原產於美國加利福尼亞州的海岸森林，小部分延伸至俄勒岡州內，在俄勒岡州稱它為俄勒岡香桃木（Oregon Myrtle）。
加州月桂屬，又名傘桂屬，是一個單種屬，屬內只有加州月桂一個種。
加州月桂的葉子有類似月桂葉的刺鼻味道，有時會被誤認為是月桂，不過它的氣味比月桂葉更濃烈。

## 分佈
加州月桂只分佈在美國俄勒岡州南部至加州北部，從俄勒岡州道格拉斯郡往南至加州聖地牙哥郡的沿海地帶，另外在內華達山脈的西部丘陵地帶也有分佈，生長在平地至海拔1600公尺的地方。

## 形態特徵

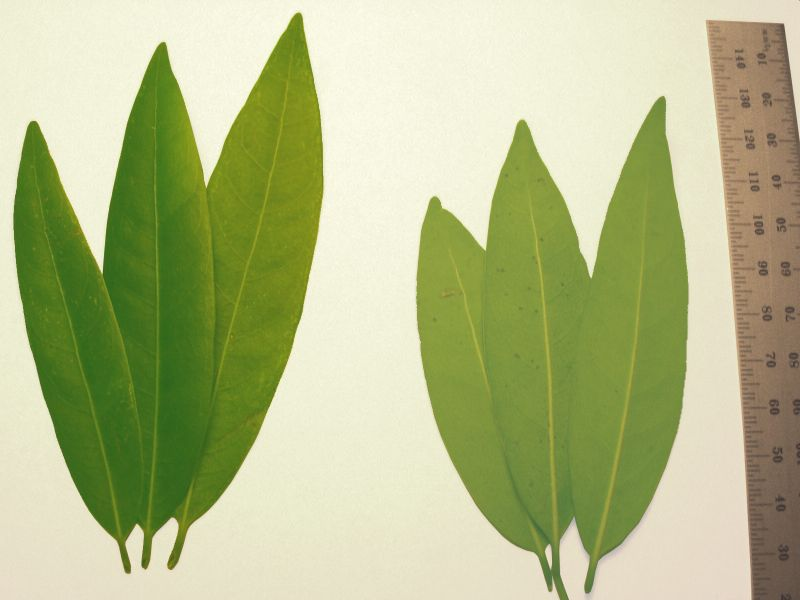
加州月桂的葉子。

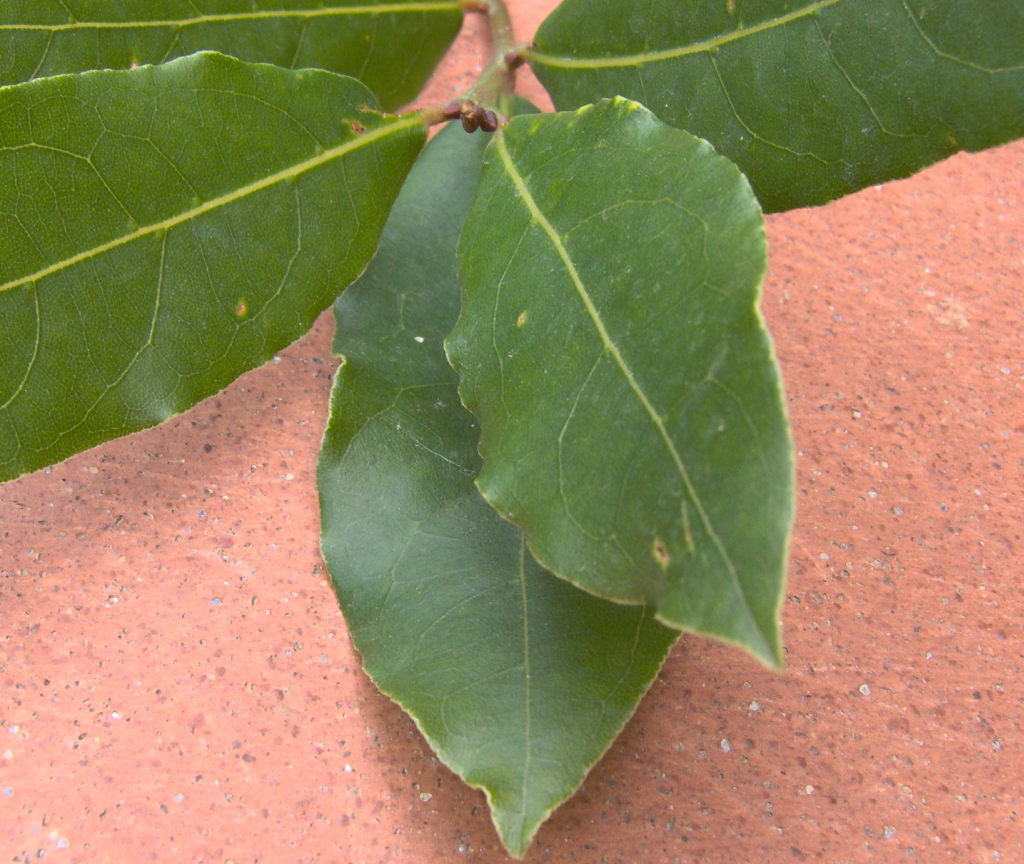
月桂的葉子。

常綠喬木，樹高可達30公尺，最高可以長到45公尺左右。樹幹80公分粗。
葉為全緣葉，葉緣光滑。葉長3－10公分，寬1.5－3公分。葉子和月桂葉類似，可由葉子大小及葉緣是否為波浪狀來區分二者，加州月桂的葉子比較狹窄（葉寬1.5－3公分），葉緣平整沒有波狀緣；月桂的葉子比較寬闊（葉寬2－4公分），葉緣波浪狀。
花小，黃色或黃綠色。花序小型，繖形花序，屬名Umbellularia是「小的繖形花序」的意思，就是以花序的這種特徵而命名的。
果實圓形，長2－2.5公分，寬2公分，未成熟時是綠色的，表面點綴著一些黃色斑點，成熟後果皮轉變成紫色。在原產地，果實於十月至十一月間成熟。中果皮肉質，包覆在種子外面。果實內有一顆種子，種子堅硬，外覆有一層薄殻。

## 用途

### 傳統的用法

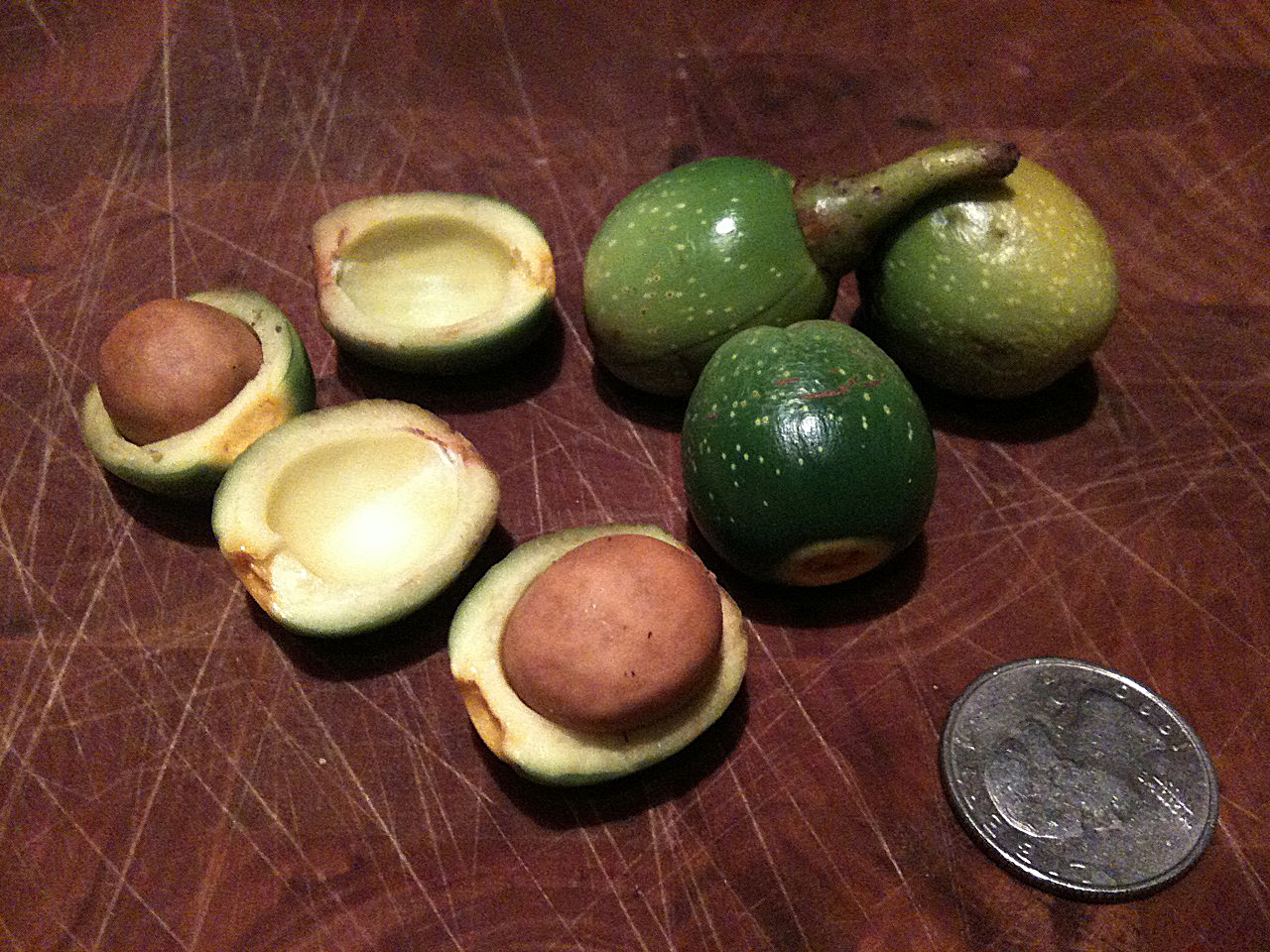
接近成熟的果實，準備取出種子加以烘烤。

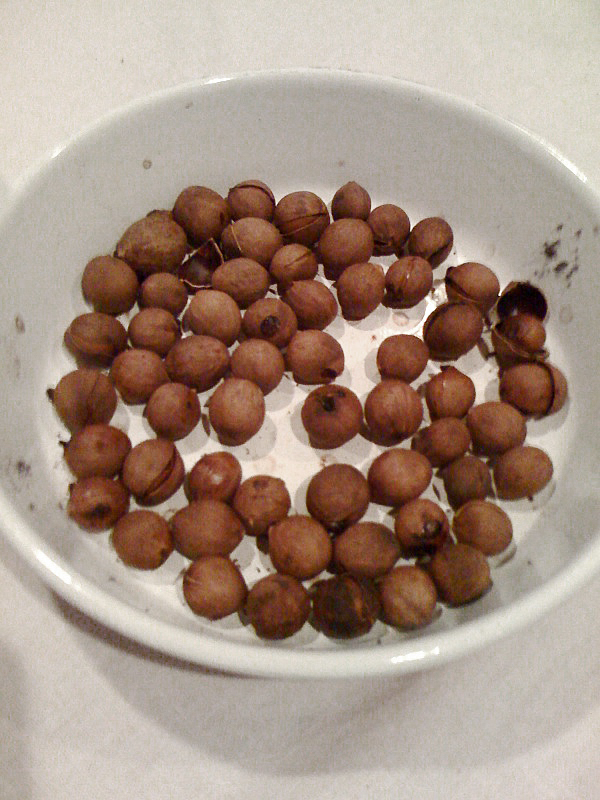
烘焙過的種子，可以直接吃或研磨成粉。

居住在加州月桂原生地的美國原住民，包括卡惠拉族（Cahuilla）、丘馬什族（Chumash）、波莫族（Pomo）、米沃克族（Miwok）、尤基族（Yuki）、庫斯族（Coos）及蕯利南族（Salinan），長久以來就非常重視這種有許用途的植物。
葉子可以用來治療頭痛、牙痛及耳痛，不過如果使用量過多時，葉子內所含的揮發油也可能會導致頭痛。葉子搗成糊狀，將藥泥貼在患處，可以緩解風濕痛和神經痛。以葉子製成的茶葉泡茶，可以緩解胃痛、感冒、喉嚨痛及清除肺部的粘液。將葉子浸泡在熱水中做成浸泡液，可以用來清洗潰瘍傷口。美國加州門多西諾郡的波莫族及尤基族，頭痛時會在鼻孔內放一片葉子，或是用葉子的浸泡液洗頭，可以緩解頭痛。
美國的原住民會食用加州月桂的種子及果肉，果肉（中果皮）含有脂肪，只有在果實成熟時的一小段期間內才適合生吃，果實成熟之前，它所含的揮發性芳香油實在是太濃烈了並不適合生吃，而果實成熟後，果肉會很快變的軟爛和熟透的酪梨一樣，也不適合生吃。果乾可以食用，將果實放在陽光下曬，曬乾後再拿來吃，吃的時候只吃果肉最底層三分之一的部份，這一部份的果肉比較沒有刺鼻的味道。
種子具有薄殻，殼裂開時很容易就可以剝開成二片。傳統的做法都會先將種子烘焙至暗巧克力褐色，這樣做可以除去大部分刺激性的味道，只留下香辣的味道。烘烤過且去掉殼的種子，可以整粒直接拿來吃，或是磨成粉末，粉末可以泡成飲料，口味像是不加糖的巧克力。飲料的口味取決於種子烘焙的程度，因而有「烘焙咖啡」、「黑巧克力」或「烤焦的爆米花」等不同風味的說法。粉末也可以壓成餅，餅曬乾後做為冬季的儲糧，或烹調做成食物。
果實據推測含有一種興奮劑，不過只有少數的生物學家有記錄過這種可能的作用。

### 現代的用法

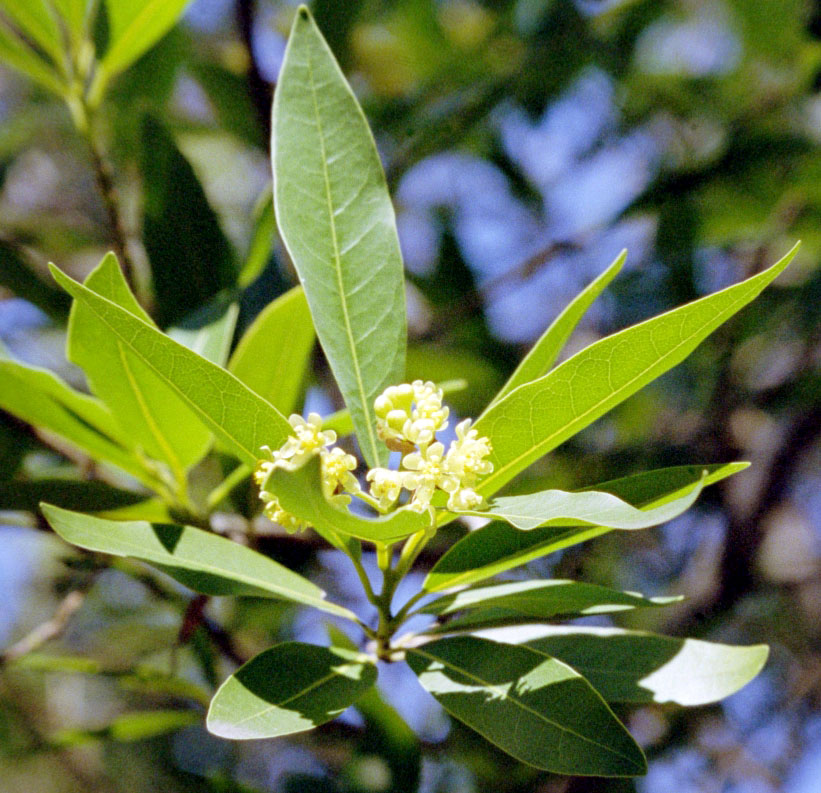
加州月桂開花

葉子可用於烹調，味道比地中海產的月桂葉更辛辣濃烈，使用時，用量要比月桂葉少一點。加州月桂葉子帶有樟腦及肉桂的味道，氣味比月桂葉更濃烈。
一些現代的採集者及野生食品愛好者，恢復了美國原住民食用烘焙果實的一些習俗。
加州月桂的木材也可以用來製造木製品。木材被認為是一種良好的樂器木材，可用於製造吉他的背板及側板。木材細緻且非常堅硬，稱為「香桃木」（Myrtlewood），可以用來製做木碗、木杓及其他小物品。木材偶爾也當做薪柴使用。
加州月桂可以做為觀賞樹木，由原生地沿著太平洋向北至加拿大卑詩省的溫哥華，及歐洲西部都有栽培供觀賞。
一種比較流行的用法，是將加州月桂的葉子放在床墊之間，用來清除跳蚤或防止跳蚤叮咬。
在美國經濟大蕭條時期，俄勒岡州諾斯班市（North Bend）曾經以加州月桂的木材做成錢幣在市內流通，這種代幣稱為香桃木錢（myrtlewood money）。

## 病蟲害
加州月桂是櫟樹猝死病（Sudden oak death）病菌的第一寄主植物，密花石櫟（Lithocarpus densiflorus）在森林中常與加州月桂生長在一起，這也使得密花石櫟很容易受到櫟樹猝死病的侵襲。

## 外部連結
- MeSH: Umbellularia （加州月桂資料）
- Offbeat Oregon History（页面存档备份，存于） （香桃木錢）